# Claude de Thiard
Pour les articles homonymes, voir Famille de Thiard et Thiard.
Claude V de Thiard, comte de Bissy (1620, château de Pierre-de-Bresse - novembre 1701, Toul), est un militaire français.

## Biographie
Petit-fils d'Héliodore de Thiard, il entra jeune dans la carrière des armes et fut guidon, à l'âge de seize ans, dans le régiment de Lamothe-Houdancourt. À la tête d'une compagnie, il prend part aux campagnes d'Espagne en 1641 et est nommé colonel le 23 février 1649.
En 1664, il est envoyé par Louis XIV en Hongrie, avec vingt-six officiers sous ses ordres, pour rejoindre les troupes du comte de Coligny rassemblées pour porter secours à l'empereur Léopold face aux Turcs. L'infanterie fut commandée par le duc de la Feuillade et la cavalerie par Thiard de Bissy.
Il est envoyé en Franche-Comté en 1668, à la tête d'un des deux corps de troupes, pour en prendre possession. Il y fut nommé gouverneur de Gray. Après que la Franche-Comté fut rendu aux Espagnol, Bissy obtenu le gouvernement d'Auxonne.
Promu lieutenant-général des armées royales et commandant de la province des Trois-Évêchés, il fut nommé lieutenant général de la Lorraine.
Le 4 novembre 1700, le marquis de Barbesieux lui écrivit pour lui faire connaître l'intention du roi, de l'élever à la dignité de maréchal de France, à la première promotion, mais avant l’exécution de cette promesse, le comte de Thiard mourut, en novembre 1701, à Toul.